# Kontra K/Diskografie
Diese Diskografie ist eine Übersicht über die musikalischen Werke des deutschen Rappers Kontra K und seines Pseudonyms Kontra-K. Den Schallplattenauszeichnungen zufolge hat er bisher mehr als sechs Millionen Tonträger in Deutschland verkauft, damit zählt er zu den Musikern mit den meisten Tonträgerverkäufen des Landes. Seine erfolgreichste Veröffentlichung ist die Videoauskopplung Erfolg ist kein Glück mit über 600.000 verkauften Einheiten.

## Alben

### Studioalben
| Jahr | Titel Musiklabel                                                   | Höchstplatzierung, Gesamtwochen, AuszeichnungChartplatzierungen (Jahr, Titel, Musiklabel, Platzierungen, Wochen, Auszeichnungen, Anmerkungen) | Höchstplatzierung, Gesamtwochen, AuszeichnungChartplatzierungen (Jahr, Titel, Musiklabel, Platzierungen, Wochen, Auszeichnungen, Anmerkungen) | Höchstplatzierung, Gesamtwochen, AuszeichnungChartplatzierungen (Jahr, Titel, Musiklabel, Platzierungen, Wochen, Auszeichnungen, Anmerkungen) | Anmerkungen                                                  |
| Jahr | Titel Musiklabel                                                   | DE | AT | CH | Anmerkungen                                                  |
| ---- | ------------------------------------------------------------------ | --- | --- | --- | ------------------------------------------------------------ |
| 2010 | Dobermann DePeKa Records (Soulfood)                                | — | — | — | Erstveröffentlichung: 12. Dezember 2010                      |
| 2012 | Was die Zeit bringt DePeKa Records (Soulfood)                      | — | — | — | Erstveröffentlichung: 30. November 2012                      |
| 2013 | 12 Runden DePeKa Records (Soulfood)                                | DE8 (1 Wo.)DE | — | — | Erstveröffentlichung: 6. September 2013                      |
| 2015 | Aus dem Schatten ins Licht Four Music (Sony)                       | DE2 Platin · (11 Wo.)DE | AT19 (2 Wo.)AT | CH14 (2 Wo.)CH | Erstveröffentlichung: 6. Februar 2015 Verkäufe: + 200.000    |
| 2016 | Labyrinth Four Music (Sony)                                        | DE1 Gold · (20 Wo.)DE | AT4 (3 Wo.)AT | CH8 (3 Wo.)CH | Erstveröffentlichung: 20. Mai 2016 Verkäufe: + 100.000       |
| 2017 | Gute Nacht BMG Rights Management (WMG)                             | DE1 Gold · (55 Wo.)DE | AT2 (6 Wo.)AT | CH7 (3 Wo.)CH | Erstveröffentlichung: 28. April 2017 Verkäufe: + 100.000     |
| 2018 | Erde & Knochen BMG Rights Management (WMG)                         | DE1 Gold · (38 Wo.)DE | AT1 (15 Wo.)AT | CH2 (7 Wo.)CH | Erstveröffentlichung: 11. Mai 2018 Verkäufe: + 100.000       |
| 2019 | Sie wollten Wasser doch kriegen Benzin BMG Rights Management (WMG) | DE1 Platin · (76 Wo.)DE | AT2 (64 Wo.)AT | CH4 (19 Wo.)CH | Erstveröffentlichung: 24. Mai 2019 Verkäufe: + 200.000       |
| 2020 | Vollmond BMG Rights Management (WMG)                               | DE1 Gold · (38 Wo.)DE | AT1 (21 Wo.)AT | CH4 (4 Wo.)CH | Erstveröffentlichung: 25. September 2020 Verkäufe: + 100.000 |
| 2021 | Aus dem Licht in den Schatten zurück BMG Rights Management (WMG)   | DE1 (13 Wo.)DE | AT1 (4 Wo.)AT | CH6 (3 Wo.)CH | Erstveröffentlichung: 21. Mai 2021                           |
| 2022 | Für den Himmel durch die Hölle Letzte Wölfe (UMG)                  | DE1 Gold · (66 Wo.)DE | AT4 (19 Wo.)AT | CH5 (9 Wo.)CH | Erstveröffentlichung: 25. August 2022 Verkäufe: + 100.000    |
| 2023 | Die Hoffnung klaut mir niemand Letzte Wölfe (UMG)                  | DE1 Gold · (61 Wo.)DE | AT3 (18 Wo.)AT | CH9 (9 Wo.)CH | Erstveröffentlichung: 9. November 2023 Verkäufe: + 75.000    |

### Mixtapes
| Jahr | Titel Musiklabel                                        | Anmerkungen |
| ---- | ------------------------------------------------------- | --- |
| 2007 | Perspektiflows Selbstverlag                             | Erstveröffentlichung: 2007, als Kontra-K kostenloses Mixtape, das über das soziale Netzwerk Myspace verfügbar war             |
| 2007 | Dobermann Mixtape Selbstverlag                          | Erstveröffentlichung: 2007, als Kontra-K kostenloses Mixtape, das über das soziale Netzwerk Myspace verfügbar war             |
| 2007 | Ein Atemzug in meiner Stadt Selbstverlag                | Erstveröffentlichung: 14. Februar 2007, als Kontra-K kostenloses Mixtape, das über das soziale Netzwerk Myspace verfügbar war |
| 2008 | Fight Club Mixtape Vol. 1 Hell-Raisa Records (Sony BMG) | Erstveröffentlichung: 30. Mai 2008 als Kontra-K mit KiezSpezial als Vollkontakt                                               |
| 2012 | Elektrosmog DePeKa Records (Soulfood)                   | Erstveröffentlichung: 24. Februar 2012                                                                                        |

### EPs
| Jahr | Titel Musiklabel                               | Höchstplatzierung, Gesamtwochen, AuszeichnungChartplatzierungen (Jahr, Titel, Musiklabel, Platzierungen, Wochen, Auszeichnungen, Anmerkungen) | Höchstplatzierung, Gesamtwochen, AuszeichnungChartplatzierungen (Jahr, Titel, Musiklabel, Platzierungen, Wochen, Auszeichnungen, Anmerkungen) | Höchstplatzierung, Gesamtwochen, AuszeichnungChartplatzierungen (Jahr, Titel, Musiklabel, Platzierungen, Wochen, Auszeichnungen, Anmerkungen) | Anmerkungen                                        |
| Jahr | Titel Musiklabel                               | DE | AT | CH | Anmerkungen                                        |
| ---- | ---------------------------------------------- | --- | --- | --- | -------------------------------------------------- |
| 2007 | Download Selbstverlag                          | — | — | — | Erstveröffentlichung: 2007 als Kontra-K            |
| 2010 | Ein Herz aus Chrom DePeKa Records (Soulfood)   | — | — | — | Erstveröffentlichung: 29. April 2010 mit Skinny Al |
| 2013 | Auf Teufel komm raus DePeKa Records (Soulfood) | — | — | — | Erstveröffentlichung: 15. März 2013 mit Bonez MC   |
| 2014 | Wölfe Four Music (Sony)                        | DE19 (8 Wo.)DE | — | — | Erstveröffentlichung: 4. Juli 2014                 |
| 2015 | Atme den Regen Four Music (Sony)               | — | — | — | Erstveröffentlichung: 7. April 2015                |
| 2016 | Vollmond Four Music (Sony)                     | — | — | — | Erstveröffentlichung: 20. Mai 2016                 |

## Singles

### Als Leadmusiker
| Jahr | Titel Album                                                      | Höchstplatzierung, Gesamtwochen, AuszeichnungChartplatzierungen (Jahr, Titel, Album, Platzierungen, Wochen, Auszeichnungen, Anmerkungen) | Höchstplatzierung, Gesamtwochen, AuszeichnungChartplatzierungen (Jahr, Titel, Album, Platzierungen, Wochen, Auszeichnungen, Anmerkungen) | Höchstplatzierung, Gesamtwochen, AuszeichnungChartplatzierungen (Jahr, Titel, Album, Platzierungen, Wochen, Auszeichnungen, Anmerkungen) | Anmerkungen                                                                                |
| Jahr | Titel Album                                                      | DE | AT | CH | Anmerkungen                                                                                |
| --- | ---------------------------------------------------------------- | --- | --- | --- | ------------------------------------------------------------------------------------------ |
| 2016 | Wie könnt ich Labyrinth                                          | DE91 (1 Wo.)DE | — | — | Erstveröffentlichung: 18. März 2016                                                        |
| 2016 | An deiner Seite Labyrinth                                        | DE82 (1 Wo.)DE | — | — | Erstveröffentlichung: 8. April 2016                                                        |
| 2016 | Ikarus Labyrinth                                                 | DE64 Gold · (2 Wo.)DE | — | — | Erstveröffentlichung: 22. April 2016 Verkäufe: + 200.000                                   |
| 2017 | Diamanten Gute Nacht                                             | DE28 Gold · (10 Wo.)DE | — | — | Erstveröffentlichung: 17. Februar 2017 Verkäufe: + 200.000                                 |
| 2017 | Mehr als ein Job Gute Nacht                                      | DE24 Gold · (10 Wo.)DE | — | — | Erstveröffentlichung: 17. März 2017 Verkäufe: + 200.000                                    |
| 2017 | Plem Plem Gute Nacht                                             | DE46 (5 Wo.)DE | — | — | Erstveröffentlichung: 7. April 2017 feat. RAF Camora & Bonez MC                            |
| 2017 | Gift Gute Nacht                                                  | DE59 (3 Wo.)DE | — | — | Erstveröffentlichung: 20. April 2017 feat. BTNG & AK Ausserkontrolle                       |
| 2017 | Soldaten 2.0 –                                                   | DE16 Platin · (16 Wo.)DE | AT57 (5 Wo.)AT | — | Erstveröffentlichung: 11. Oktober 2017 Verkäufe: + 400.000                                 |
| 2018 | Zwischen Himmel & Hölle Erde & Knochen                           | DE15 (7 Wo.)DE | AT52 (1 Wo.)AT | CH97 (1 Wo.)CH | Erstveröffentlichung: 2. März 2018                                                         |
| 2018 | Hunger Erde & Knochen                                            | DE40 (1 Wo.)DE | — | — | Erstveröffentlichung: 23. März 2018                                                        |
| 2018 | Oder nicht Erde & Knochen                                        | DE25 Gold · (11 Wo.)DE | AT62 (2 Wo.)AT | — | Erstveröffentlichung: 13. April 2018 Verkäufe: + 200.000                                   |
| 2018 | Setz dich Erde & Knochen                                         | DE22 (4 Wo.)DE | AT67 (1 Wo.)AT | — | Erstveröffentlichung: 27. April 2018 feat. AK Ausserkontrolle & Gzuz                       |
| 2018 | Fame Erde & Knochen                                              | DE6 Gold · (17 Wo.)DE | AT4 (12 Wo.)AT | CH29 (2 Wo.)CH | Erstveröffentlichung: 9. Mai 2018 Verkäufe: + 200.000; feat. RAF Camora                    |
| 2018 | Hoch Erde & Knochen (Deluxe Edition)                             | DE26 (3 Wo.)DE | AT67 (1 Wo.)AT | — | Erstveröffentlichung: 20. Juli 2018                                                        |
| 2018 | Farben Sie wollten Wasser doch kriegen Benzin                    | DE6 Gold · (11 Wo.)DE | AT38 (5 Wo.)AT | CH45 (1 Wo.)CH | Erstveröffentlichung: 14. Dezember 2018 Verkäufe: + 200.000                                |
| 2019 | Warnung Sie wollten Wasser doch kriegen Benzin                   | DE6 Gold · (13 Wo.)DE | AT12 (5 Wo.)AT | CH36 (2 Wo.)CH | Erstveröffentlichung: 18. Januar 2019 Verkäufe: + 200.000                                  |
| 2019 | Nur ein Grund Sie wollten Wasser doch kriegen Benzin             | DE18 (4 Wo.)DE | AT46 (1 Wo.)AT | — | Erstveröffentlichung: 15. Februar 2019 feat. Jah Khalib                                    |
| 2019 | Kampfgeist 4 Sie wollten Wasser doch kriegen Benzin              | DE11 Gold · (5 Wo.)DE | AT21 (2 Wo.)AT | CH50 (1 Wo.)CH | Erstveröffentlichung: 15. März 2019 Verkäufe: + 200.000                                    |
| 2019 | Blei Sie wollten Wasser doch kriegen Benzin                      | DE6 Platin · (13 Wo.)DE | AT10 (10 Wo.)AT | CH28 (4 Wo.)CH | Erstveröffentlichung: 12. April 2019 Verkäufe: + 400.000; feat. Veysel                     |
| 2019 | Letzte Träne Sie wollten Wasser doch kriegen Benzin              | DE6 Gold · (11 Wo.)DE | AT7 (6 Wo.)AT | CH19 (3 Wo.)CH | Erstveröffentlichung: 16. Mai 2019 Verkäufe: + 200.000                                     |
| 2019 | Himmel grau Nonstop                                              | DE11 (6 Wo.)DE | AT19 (1 Wo.)AT | CH30 (2 Wo.)CH | Erstveröffentlichung: 6. Dezember 2019 mit Luciano & The Cratez                            |
| 2020 | Puste sie weg Vollmond                                           | DE4 Gold · (9 Wo.)DE | AT8 (5 Wo.)AT | CH25 (2 Wo.)CH | Erstveröffentlichung: 27. März 2020 Verkäufe: + 200.000                                    |
| 2020 | Namen Vollmond                                                   | DE5 (7 Wo.)DE | AT10 (3 Wo.)AT | CH27 (1 Wo.)CH | Erstveröffentlichung: 1. Mai 2020                                                          |
| 2020 | Sonne Vollmond                                                   | DE21 (4 Wo.)DE | AT39 (1 Wo.)AT | CH69 (1 Wo.)CH | Erstveröffentlichung: 19. Juni 2020                                                        |
| 2020 | Tiefschwarz Vollmond                                             | DE2 Gold · (13 Wo.)DE | AT4 (5 Wo.)AT | CH5 (3 Wo.)CH | Erstveröffentlichung: 10. Juli 2020 Verkäufe: + 200.000; feat. Samra                       |
| 2020 | Sirenen Vollmond                                                 | DE5 (6 Wo.)DE | AT17 (3 Wo.)AT | CH48 (1 Wo.)CH | Erstveröffentlichung: 28. August 2020 feat. AK Ausserkontrolle                             |
| 2020 | Freunde Vollmond                                                 | DE10 (5 Wo.)DE | AT34 (2 Wo.)AT | CH61 (1 Wo.)CH | Erstveröffentlichung: 18. September 2020                                                   |
| 2021 | Diese eine Melodie Aus dem Licht in den Schatten zurück          | DE7 (5 Wo.)DE | AT19 (2 Wo.)AT | CH47 (1 Wo.)CH | Erstveröffentlichung: 5. März 2021                                                         |
| 2021 | Big Bad Wolf Aus dem Licht in den Schatten zurück                | DE41 (1 Wo.)DE | AT56 (1 Wo.)AT | — | Erstveröffentlichung: 2. April 2021 feat. Baci                                             |
| 2021 | Asphalt & Tennissocken Aus dem Licht in den Schatten zurück      | DE25 (4 Wo.)DE | AT62 (1 Wo.)AT | CH100 (1 Wo.)CH | Erstveröffentlichung: 30. April 2021                                                       |
| 2021 | Wenn das Schicksal trifft Aus dem Licht in den Schatten zurück   | DE11 (3 Wo.)DE | AT36 (1 Wo.)AT | CH68 (1 Wo.)CH | Erstveröffentlichung: 13. Mai 2021                                                         |
| 2022 | Meow –                                                           | DE64 (1 Wo.)DE | — | — | Erstveröffentlichung: 6. Januar 2022 feat. Eldzhey                                         |
| 2022 | Social Media Für den Himmel durch die Hölle                      | DE28 (1 Wo.)DE | — | — | Erstveröffentlichung: 17. Februar 2022                                                     |
| 2022 | Stop Wars –                                                      | DE91 (1 Wo.)DE | — | — | Erstveröffentlichung: 4. März 2022 mit Capital Bra & Kalazh44                              |
| 2022 | Für den Himmel durch die Hölle                                   | DE8 (3 Wo.)DE | AT43 (1 Wo.)AT | CH59 (1 Wo.)CH | Erstveröffentlichung: 17. März 2022                                                        |
| 2022 | Gib mir kein’ Grund Für den Himmel durch die Hölle               | DE45 (1 Wo.)DE | — | — | Erstveröffentlichung: 28. April 2022                                                       |
| 2022 | Wieder 2015 Für den Himmel durch die Hölle                       | DE17 (2 Wo.)DE | — | CH92 (1 Wo.)CH | Erstveröffentlichung: 2. Juni 2022                                                         |
| 2022 | Follow Für den Himmel durch die Hölle                            | DE3 Gold · (31 Wo.)DE | AT8 (18 Wo.)AT | CH23 (8 Wo.)CH | Erstveröffentlichung: 7. Juli 2022 Verkäufe: + 200.000; feat. Leony & Sido                 |
| 2022 | Adam & Eva Für den Himmel durch die Hölle                        | DE30 (1 Wo.)DE | — | — | Erstveröffentlichung: 4. August 2022                                                       |
| 2023 | Spät nach Haus –                                                 | DE11 (8 Wo.)DE | AT21 (3 Wo.)AT | CH27 (3 Wo.)CH | Erstveröffentlichung: 6. Januar 2023 mit The Cratez & Sido feat. Montez                    |
| 2023 | Der letzte Tag Die Hoffnung klaut mir niemand                    | DE37 (2 Wo.)DE | — | — | Erstveröffentlichung: 1. Juni 2023                                                         |
| 2023 | Was Echtes Die Hoffnung klaut mir niemand                        | DE24 (3 Wo.)DE | — | — | Erstveröffentlichung: 13. Juli 2023                                                        |
| 2023 | Summertime Die Hoffnung klaut mir niemand                        | DE1 Gold · (42 Wo.)DE | AT6 (14 Wo.)AT | CH24 (8 Wo.)CH | Erstveröffentlichung: 10. August 2023 Verkäufe: + 300.000; feat. Lana Del Rey              |
| 2023 | Like Woo Die Hoffnung klaut mir niemand                          | DE53 (1 Wo.)DE | — | — | Erstveröffentlichung: 28. September 2023                                                   |
| 2023 | Weiche Kissen Die Hoffnung klaut mir niemand                     | DE17 (5 Wo.)DE | AT70 (1 Wo.)AT | — | Erstveröffentlichung: 19. Oktober 2023 feat. Clueso                                        |
| 2023 | Die Sonne Die Hoffnung klaut mir niemand                         | DE1 Gold · (23 Wo.)DE | AT18 (3 Wo.)AT | CH21 (2 Wo.)CH | Erstveröffentlichung: 8. November 2023 Verkäufe: + 300.000; feat. Santos                   |
| 2024 | Liebe ist ein Dieb –                                             | DE3 (4 Wo.)DE | AT34 (2 Wo.)AT | CH49 (1 Wo.)CH | Erstveröffentlichung: 21. März 2024                                                        |
| 2025 | 2 Meter tiefer –                                                 | DE30 (1 Wo.)DE | — | — | Erstveröffentlichung: 13. März 2025                                                        |
| 2025 | Boncuk –                                                         | DE25 (2 Wo.)DE | — | — | Erstveröffentlichung: 10. April 2025                                                       |
| 2025 | Geboren um zu leben –                                            | DE4 (… Wo.)DE | AT12 (12 Wo.)AT | CH23 (3 Wo.)CH | Erstveröffentlichung: 1. Mai 2025 feat. Ness; Original: Unheilig                           |
| 2025 | Keine Helden –                                                   | DE23 (2 Wo.)DE | AT73 (1 Wo.)AT | — | Erstveröffentlichung: 5. Juni 2025 feat. SDP                                               |
| 2025 | Kawasaki –                                                       | DE78 (1 Wo.)DE | — | — | Erstveröffentlichung: 26. Juni 2025                                                        |
| 2025 | Baccarat –                                                       | DE70 (… Wo.)DE | — | — | Erstveröffentlichung: 7. August 2025 feat. The-Dream                                       |
| Folgende Lieder erschienen nicht als Single, wurden aber durch das Album zum Download und Streaming bereitgestellt und konnten somit eine Platzierung erlangen: |                                                                  | | | |                                                                                            |
| |                                                                  | | | |                                                                                            |
| 2015 | Erfolg ist kein Glück Aus dem Schatten ins Licht                 | DE54 ×3Dreifachgold · (2 Wo.)DE | AT68 (1 Wo.)AT | — | Videoauskopplung: 2. Februar 2015 Charteinstieg: 20. Februar 2015 Verkäufe: + 600.000      |
| 2016 | Atme tief ein Labyrinth                                          | DE88 (1 Wo.)DE | — | — | Charteinstieg: 27. Mai 2016 Videoauskopplung: 29. Juli 2016                                |
| 2017 | Gute Nacht                                                       | DE97 (1 Wo.)DE | — | — | Videoauskopplung: 3. Mai 2017 Charteinstieg: 5. Mai 2017                                   |
| 2017 | 2 Seelen Gute Nacht                                              | DE98 (1 Wo.)DE | — | — | Charteinstieg: 5. Mai 2017                                                                 |
| 2018 | Motten Erde & Knochen                                            | DE87 (1 Wo.)DE | — | — | Charteinstieg: 18. Mai 2018                                                                |
| 2019 | Alles was sie will Sie wollten Wasser doch kriegen Benzin        | DE25 (5 Wo.)DE | AT47 (1 Wo.)AT | — | Charteinstieg: 31. Mai 2019                                                                |
| 2019 | Weine nicht Sie wollten Wasser doch kriegen Benzin               | DE64 (1 Wo.)DE | — | — | Charteinstieg: 31. Mai 2019                                                                |
| 2019 | Benzin Sie wollten Wasser doch kriegen Benzin                    | DE87 (1 Wo.)DE | — | — | Charteinstieg: 31. Mai 2019                                                                |
| 2020 | Alles dreht sich Vollmond                                        | DE9 (2 Wo.)DE | AT27 (1 Wo.)AT | CH51 (1 Wo.)CH | Charteinstieg: 2. Oktober 2020 feat. Capital Bra                                           |
| 2021 | An meinem schlechtesten Tag Aus dem Licht in den Schatten zurück | DE20 (2 Wo.)DE | AT47 (1 Wo.)AT | CH73 (1 Wo.)CH | Charteinstieg: 28. Mai 2021 feat. Samra                                                    |
| 2022 | Kampfgeist V Für den Himmel durch die Hölle                      | DE34 (2 Wo.)DE | — | — | Videoauskopplung: 26. August 2022 Charteinstieg: 2. September 2022                         |
| 2022 | Nur für dich Für den Himmel durch die Hölle                      | DE42 Gold · (17 Wo.)DE | AT73 (1 Wo.)AT | — | Videoauskopplung: 2. September 2022 Verkäufe: + 300.000; Charteinstieg: 13. September 2022 |

### Als Gastmusiker
| Jahr | Titel Album                         | Höchstplatzierung, Gesamtwochen, AuszeichnungChartplatzierungen (Jahr, Titel, Album, Platzierungen, Wochen, Auszeichnungen, Anmerkungen) | Höchstplatzierung, Gesamtwochen, AuszeichnungChartplatzierungen (Jahr, Titel, Album, Platzierungen, Wochen, Auszeichnungen, Anmerkungen) | Höchstplatzierung, Gesamtwochen, AuszeichnungChartplatzierungen (Jahr, Titel, Album, Platzierungen, Wochen, Auszeichnungen, Anmerkungen) | Anmerkungen |
| Jahr | Titel Album                         | DE | AT | CH | Anmerkungen |
| --- | ----------------------------------- | --- | --- | --- | --- |
| 2017 | Freunde (Remix) –                   | — | — | — | Erstveröffentlichung: 14. Juli 2017 Twin feat. Kontra K & Samson Jones |
| 2017 | Ich lass die Jungs nicht allein –   | — | — | — | Erstveröffentlichung: 10. November 2017 Fatal & Rico feat. Kontra K |
| 2018 | Alles echt Verboten                 | — | — | — | Erstveröffentlichung: 17. August 2018 Twin feat. Kontra K & Jonesmann |
| 2018 | I Like It –                         | DE— aDE | AT— aAT | CH— aCH | Erstveröffentlichung: 17. August 2018 Cardi B feat. Kontra K & AK Ausserkontrolle |
| 2019 | Caliente –                          | — | — | — | Erstveröffentlichung: 7. Juni 2019 Sleiman feat. Kontra K |
| 2019 | Welt Hin und weg                    | DE73 (1 Wo.)DE | — | — | Erstveröffentlichung: 14. Juni 2019 Xavier Naidoo feat. Kontra K |
| 2019 | Was dann Ching Ching                | — | — | — | Erstveröffentlichung: 2. August 2019 Joshi Mizu feat. Kontra K |
| 2019 | Champions Gringoland                | DE46 (1 Wo.)DE | — | — | Erstveröffentlichung: 16. August 2019 Gringo feat. Puls & Kontra K |
| 2020 | Kopf rattert Links rechts           | DE— bDE | — | — | Erstveröffentlichung: 6. August 2020 Rico feat. Kontra K |
| 2021 | Schießen Hitman 2                   | DE70 (1 Wo.)DE | — | — | Erstveröffentlichung: 27. Mai 2021 Veysel feat. Kontra K |
| 2021 | Mbappé 8                            | DE27 (1 Wo.)DE | AT54 (1 Wo.)AT | CH85 (1 Wo.)CH | Erstveröffentlichung: 16. Juli 2021 Capital Bra feat. Farid Bang & Kontra K |
| 2021 | Keine Pause Zweite Chance           | DE34 (2 Wo.)DE | AT74 (1 Wo.)AT | CH94 (1 Wo.)CH | Erstveröffentlichung: 8. Oktober 2021 1986zig feat. Kontra K |
| 2021 | Horizont District 13                | — | — | — | Erstveröffentlichung: 17. Dezember 2021 Kalazh44 feat. Kontra K |
| 2022 | Avantgarde 6210                     | DE— cDE | — | — | Erstveröffentlichung: 10. Januar 2022 Brudi030 feat. Samra & Kontra K |
| 2022 | Runaway –                           | DE— dDE | — | — | Erstveröffentlichung: 4. Februar 2022 Ramil’ & Rompasso feat. Kontra K |
| 2023 | Dieses eine Mal Blackout            | DE11 (3 Wo.)DE | AT35 (1 Wo.)AT | CH40 (1 Wo.)CH | Erstveröffentlichung: 29. März 2023 AK Ausserkontrolle feat. Kontra K & Sido |
| 2023 | Rosenwasser Galgen                  | DE32 (2 Wo.)DE | AT70 (1 Wo.)AT | CH75 (1 Wo.)CH | Erstveröffentlichung: 20. April 2023 KC Rebell feat. Kontra K |
| 2023 | Wenn du mich vergisst Supervision   | DE16 (9 Wo.)DE | AT37 (1 Wo.)AT | — | Erstveröffentlichung: 23. Juni 2023 Mark Forster feat. Kontra K |
| 2024 | Sekundentakt Pass auf mein Herz auf | DE7 (6 Wo.)DE | AT50 (1 Wo.)AT | — | Erstveröffentlichung: 15. August 2024 Montez feat. Kontra K |
| 2025 | Bissu dumm ¿ (Megalodon Remix) –    | DE8 (4 Wo.)DE | AT15 (2 Wo.)AT | CH19 (2 Wo.)CH | Erstveröffentlichung: 16. April 2025 Bonez MC & Nate57 feat. AchtVier, AK 33, AK Ausserkontrolle, Azad, Big Toe, Caney030, Celo & Abdi, Crackaveli, Curse, Dardan, Die P, Eno, Finch, Frauenarzt, Hakan Abi, Haze, Jaill, Jan Delay, Jonesmann, Juju, Kaisa Natron, Kolja Goldstein, Kontra K, Kwam.E, Laas Unltd., LX, Makko, Massiv, MP Freshly, Nizi19, Olexesh, OTW, Reeperbahn Kareem, Sa4, Saliou, Samra, Sido, Silva, Sil3A, Ski Aggu, Tom Hengst, Vega, Veysel, Zined |
| 2025 | Kill Full Clip, Vol. 2              | — | — | — | Erstveröffentlichung: 2. Juli 2025 Veysel feat. Kontra K |
| 2025 | Zusammen –                          | DE31 (… Wo.)DE | — | — | Erstveröffentlichung: 24. Juli 2025 SDP feat. Clueso, Elif, Esther Graf, Kontra K, Montez, Querbeat & Nico Santos |
| Folgende Lieder erschienen nicht als Single, wurden aber durch das Album zum Download und Streaming bereitgestellt und konnten somit eine Platzierung erlangen: |                                     | | | | |
| |                                     | | | | |
| 2016 | Alles okay High & hungrig 2         | DE71 (1 Wo.)DE | — | — | Charteinstieg: 3. Juni 2016 Gzuz feat. Kontra K |
| 2016 | Großes Kaliber 187 Allstars EP      | DE40 (1 Wo.)DE | — | — | Charteinstieg: 23. Dezember 2016 Bonez MC & Gzuz feat. Kontra K |
| 2017 | Niemals Anthrazit                   | DE90 (1 Wo.)DE | — | — | Charteinstieg: 1. September 2017 RAF Camora feat. Kontra K |
| 2018 | Krimineller Palmen aus Plastik 2    | DE17 (3 Wo.)DE | AT13 (1 Wo.)AT | — | Charteinstieg: 12. Oktober 2018 Bonez MC & RAF Camora feat. Kontra K |
| 2019 | In der Nacht Hasso                  | DE57 (1 Wo.)DE | — | — | Charteinstieg: 26. April 2019 KC Rebell feat. RAF Camora & Kontra K |

## Musikvideos
| Jahr | Titel                          | Regie                             |
| ---- | ------------------------------ | --------------------------------- |
| 2010 | Chrom & Chrime                 |                                   |
| 2010 | Stadtrundfahrt                 |                                   |
| 2011 | Beispiel aber kein Vorbild     |                                   |
| 2011 | Ich habs satt                  | Raphael Ghobadloo                 |
| 2012 | Denk an mich                   |                                   |
| 2012 | Tunnelblick                    |                                   |
| 2012 | Einen Moment Ruhe              |                                   |
| 2012 | Alles anders                   | Dominik Balkow                    |
| 2012 | Kampfgeist                     |                                   |
| 2012 | Tick Tack                      | Dominik Balkow                    |
| 2012 | Rückendeckung                  |                                   |
| 2012 | Zu kurz                        | Dominik Balkow                    |
| 2012 | Was wäre                       |                                   |
| 2013 | Gönn dir!                      | Steven Siebert                    |
| 2013 | Fels in der Brandung           | Tobias Wilhelm                    |
| 2013 | Nebel                          | Tobias Wilhelm                    |
| 2013 | Bis bald und auf Wiedersehen   | Julian Jeromin                    |
| 2014 | Erstens Zweitens               | Julian Jeromin                    |
| 2014 | Wölfe                          |                                   |
| 2014 | Adrenalin                      |                                   |
| 2014 | Wo sie scheitern               |                                   |
| 2014 | Kampfgeist 2                   | Maximilian Diehn                  |
| 2014 | Hassliebe/Bleib ruhig          | Mikis Fontagnier                  |
| 2014 | Blokkhaus Allstars             |                                   |
| 2015 | Erfolg ist kein Glück          | Felix Urbauer                     |
| 2015 | Soldaten                       |                                   |
| 2015 | Atme den Regen                 | Dirk Rosenlöcher                  |
| 2015 | Spring                         | Klimo                             |
| 2016 | Los!                           |                                   |
| 2016 | Wie könnt ich                  | Mikis Fontagnier                  |
| 2016 | Ikarus                         | Estevan Oriol                     |
| 2016 | Paradies                       | Klimo                             |
| 2016 | An deiner Seite                | Maximilian Niemann                |
| 2016 | Jetzt erst recht               | Klimo                             |
| 2016 | Atme tief ein                  | Francisco Gonzalez Sendino        |
| 2017 | Diamanten                      | Shaho Casado                      |
| 2017 | Mehr als ein Job               | Shaho Casado                      |
| 2017 | Gift                           | Klimo                             |
| 2017 | Gute Nacht                     | Shaho Casado                      |
| 2017 | Power                          | Shaho Casado                      |
| 2017 | Hände weg                      | Shaho Casado                      |
| 2017 | Soldaten 2.0                   | Shaho Casado                      |
| 2018 | Zwischen Himmel & Hölle        | Shaho Casado                      |
| 2018 | Hunger                         | Shaho Casado                      |
| 2018 | Oder nicht                     | Shaho Casado                      |
| 2018 | Setz dich                      | Shaho Casado                      |
| 2018 | Fame                           | Shaho Casado                      |
| 2018 | Zuviel Hitze                   |                                   |
| 2018 | Hoch                           | Shaho Casado                      |
| 2018 | I Like It                      |                                   |
| 2018 | Farben                         | Shaho Casado                      |
| 2019 | Warnung                        | Shaho Casado                      |
| 2019 | Nur ein Grund                  |                                   |
| 2019 | Kampfgeist 4                   | Shaho Casado                      |
| 2019 | Blei                           | Shaho Casado                      |
| 2019 | Letzte Träne                   | Shaho Casado                      |
| 2019 | Caliente                       | Kbstudiomedia, Starlevel Media    |
| 2019 | Was dann                       | P90                               |
| 2019 | Himmel grau                    | Shaho Casado                      |
| 2020 | Puste sie weg                  | Shaho Casado                      |
| 2020 | Namen                          | Shaho Casado                      |
| 2020 | Sonne                          | Shaho Casado                      |
| 2020 | Tiefschwarz                    | Shaho Casado                      |
| 2020 | Sirenen                        | Shaho Casado                      |
| 2020 | Freunde                        | Shaho Casado, END2END             |
| 2021 | Diese eine Melodie             | Shaho Casado, END2END             |
| 2021 | Big Bad Wolf                   | Shaho Casado, END2END             |
| 2021 | Asphalt & Tennissocken         | Shaho Casado, END2END             |
| 2021 | Wenn das Schicksal trifft      | Shaho Casado, END2END             |
| 2021 | In den Schatten zurück         | Shaho Casado, END2END             |
| 2021 | Mbappé                         |                                   |
| 2021 | Keine Pause                    | Mikis Fontagnier                  |
| 2022 | Meow                           | END2END, Vlad Kozlov              |
| 2022 | Avantgarde                     | Sergen Isici, Melih Saydam        |
| 2022 | Social Media                   | Mario Dahl                        |
| 2022 | Für den Himmel durch die Hölle | Marvin Schatz, Leon Schmidt       |
| 2022 | Gib mir kein’ Grund            | Specter Berlin                    |
| 2022 | Wieder 2015                    | Specter Berlin                    |
| 2022 | Follow                         | Maximilian Diehn, Leon Schmidt    |
| 2022 | Adam & Eva                     | Leon Schmidt                      |
| 2022 | Kampfgeist V                   | Leon Schmidt                      |
| 2022 | Nur für dich                   | Leon Schmidt                      |
| 2022 | Ich will mein Problem zurück   | Serge Mattukat                    |
| 2023 | Dieses eine Mal                | MacDuke                           |
| 2023 | Rosenwasser                    | Maximilian Diehn, Leon Schmidt    |
| 2023 | Der letzte Tag                 | Specter Berlin                    |
| 2023 | Wenn du mich vergisst          | Kim Frank                         |
| 2023 | Was Echtes                     | Leon Schmidt                      |
| 2023 | Summertime                     | Specter Berlin                    |
| 2023 | Like Woo                       | Maximilian Diehn, Leon Schmidt    |
| 2023 | Weiche Kissen                  | Maximilian Diehn, Leon Schmidt    |
| 2023 | Die Sonne                      | Maximilian Diehn, Leon Schmidt    |
| 2024 | Liebe ist ein Dieb             | Maximilian Diehn, Leon Schmidt    |
| 2024 | Sekundentakt                   | Christoph Szulecki                |
| 2025 | 2 Meter tiefer                 | Specter Berlin                    |
| 2025 | Boncuk                         | Specter Berlin                    |
| 2025 | Bissu dumm ¿ (Megalodon Remix) | Benny 030                         |
| 2025 | Geboren um zu leben            | Maximilian Diehn                  |
| 2025 | Keine Helden                   | Daniel Kothöfer                   |
| 2025 | Kawasaki                       | Maximilian Diehn, Daniel Kothöfer |
| 2025 | Kill                           |                                   |
| 2025 | Zusammen                       | Serge Mattukat                    |
| 2025 | Baccarat                       | Fatmir Dolci                      |

## Promoveröffentlichungen
| Jahr | Titel Album        | Anmerkungen                        |
| ---- | ------------------ | ---------------------------------- |
| 2014 | Erstens Zweitens – | Erstveröffentlichung: 30. Mai 2014 |

## Sonderveröffentlichungen

### Lieder
| Jahr | Titel Album                                                      | Anmerkungen                                                                               |
| ---- | ---------------------------------------------------------------- | ----------------------------------------------------------------------------------------- |
| 2008 | Dein Todestag Keine Wärme                                        | Erstveröffentlichung: 23. Mai 2008 Kaisa feat. Kontra K & KiezSpezial                     |
| 2009 | Stierkampf Der Schwarze Hai 4 Live / Grimmig guckt das Kleinkind | Erstveröffentlichung: 19. März 2009 Kaisa feat. Fatal & Kontra K                          |
| 2009 | 90ger Kaisaschnitt Tape Vol. 1                                   | Erstveröffentlichung: Mai 2009 Kaisa feat. Kontra K                                       |
| 2009 | Unter Strom (Posse Track) Alles inklusive                        | Erstveröffentlichung: 2. Oktober 2009 TA/KS feat. Various Artists                         |
| 2010 | Kein Erbarmen Schwarz Weiss Mixtape                              | Erstveröffentlichung: 1. Februar 2010 Aslan feat. Kontra K, Skinny Al & Fatal             |
| 2010 | Renn Schwarz Weiss Mixtape                                       | Erstveröffentlichung: 1. Februar 2010 Aslan feat. Kontra K, Skinny Al & Fatal             |
| 2010 | Schwarz weiss Schwarz Weiss Mixtape                              | Erstveröffentlichung: 1. Februar 2010 Aslan feat. Kontra K                                |
| 2010 | Unzensiert Schwarz Weiss Mixtape                                 | Erstveröffentlichung: 1. Februar 2010 Aslan feat. Kontra K, Ich bin Krank & Fatal         |
| 2010 | Schraubenzieher Einfach Straße                                   | Erstveröffentlichung: 19. März 2010 Sebar feat. Kontra K & Skinny Al                      |
| 2011 | HipHop Toxischer Beton                                           | Erstveröffentlichung: 4. April 2011 Fatal feat. Kontra K                                  |
| 2011 | Letzter Tag Toxischer Beton                                      | Erstveröffentlichung: 4. April 2011 Fatal feat. Skinny Al & Kontra K                      |
| 2011 | 4bestraft 4belastet Ein Herz für Drogen (EHFD)                   | Erstveröffentlichung: 19. November 2011 Herzog feat. Kontra K & Rico                      |
| 2011 | Uuh! Reanimation                                                 | Erstveröffentlichung: 9. Dezember 2011 TA/KS feat. Kontra K                               |
| 2012 | Gib mir die Kugel Selbst ist der Mann                            | Erstveröffentlichung: 27. Januar 2012 Skinny Al feat. Kontra K                            |
| 2012 | Nimm mich mit Selbst ist der Mann                                | Erstveröffentlichung: 27. Januar 2012 Skinny Al feat. Kontra K                            |
| 2012 | Red ma’, mach ma’ Selbst ist der Mann                            | Erstveröffentlichung: 27. Januar 2012 Skinny Al feat. Aslan & Kontra K                    |
| 2012 | Traum Selbst ist der Mann                                        | Erstveröffentlichung: 27. Januar 2012 Skinny Al feat. Kontra K                            |
| 2012 | Verloren Selbst ist der Mann                                     | Erstveröffentlichung: 27. Januar 2012 Skinny Al feat. Kontra K                            |
| 2012 | Wird den Euro Selbst ist der Mann                                | Erstveröffentlichung: 27. Januar 2012 Skinny Al feat. Kontra K)                           |
| 2012 | Ein auf den Ein Gauner kommt selten allein                       | Erstveröffentlichung: 24. August 2012 Fatal & Rico feat. Kontra K                         |
| 2012 | Handarbeit BWL – Bordsteinwirtschaftslehre                       | Erstveröffentlichung: 28. November 2012 Plusmacher feat. Kontra K                         |
| 2013 | Meine Welt 1-Mann-Armee                                          | Erstveröffentlichung: 5. April 2013 Blokkmonsta feat. Skinny Al, Kontra K & Bonez MC      |
| 2013 | Wolf Gang Die Legende vom Rasenmähermann                         | Erstveröffentlichung: 27. September 2013 Kaisa feat. Kontra K                             |
| 2013 | 4 Da Money Isso                                                  | Erstveröffentlichung: 13. Dezember 2013 Rico feat. Kontra K                               |
| 2014 | Ich hab meinen Spaß Slum Dog Millionaer                          | Erstveröffentlichung: 10. Februar 2014 Kurdo feat. Kontra K                               |
| 2014 | Marija Dzana Žilet – Audio Digital Rasur                         | Erstveröffentlichung: 14. Februar 2014 Toni der Assi feat. Kontra K                       |
| 2014 | Nur so lange Checkpoint                                          | Erstveröffentlichung: 14. Februar 2014 Freshmaker feat. Kontra K & Skepsis                |
| 2014 | Aber aber 19Straßenfunk                                          | Erstveröffentlichung: 7. März 2014 Fatal feat. Kontra K                                   |
| 2014 | Worte sind nur Luft Das Leben ist SaadCore                       | Erstveröffentlichung: 25. April 2014 Baba Saad feat. Kontra K                             |
| 2014 | Blokkhaus Allstars Blokkhaus                                     | Erstveröffentlichung: 19. September 2014 Blokkmonsta feat. Various Artists                |
| 2015 | Helden Retro                                                     | Erstveröffentlichung: 9. Januar 2015 B-Tight feat. Kontra K, Blokkmonsta & Karate Andi    |
| 2015 | Pablo Picasso Meister der Zeremonie                              | Erstveröffentlichung: 26. Juni 2015 Basstard feat. Kontra K, Ozan & Sido                  |
| 2015 | Wie viel Ein Gauner kommt selten allein 2                        | Erstveröffentlichung: 2. Oktober 2015 Fatal & Rico feat. Skinny Al & Kontra K             |
| 2015 | Rückspiegel Ebbe & Flut                                          | Erstveröffentlichung: 9. Oktober 2015 Gzuz feat. Kontra K                                 |
| 2015 | Jeder Tropfen Saadcore Reloaded                                  | Erstveröffentlichung: 15. Dezember 2015 Baba Saad feat. Kontra K                          |
| 2016 | Nie dran geglaubt HT100                                          | Erstveröffentlichung: 1. April 2016 Hirntot Records mit Kontra K                          |
| 2016 | Deckung Panzaknacka                                              | Erstveröffentlichung: 15. April 2016 AK Ausserkontrolle feat. Kontra K                    |
| 2016 | Hero Ghøst                                                       | Erstveröffentlichung: 15. April 2016 RAF Camora feat. Kontra K                            |
| 2016 | Alles okay High & hungrig 2                                      | Erstveröffentlichung: 27. Mai 2016 Gzuz feat. Kontra K                                    |
| 2016 | Komm an Bord L.O.S.                                              | Erstveröffentlichung: 25. November 2016 Crackaveli feat. Kontra K, Sido & Silla           |
| 2016 | Großes Kaliber 187 Allstars EP                                   | Erstveröffentlichung: 16. Dezember 2016 Bonez MC & Gzuz feat. Kontra K                    |
| 2017 | Life Is a Bitch Black Mamba                                      | Erstveröffentlichung: 27. Januar 2017 BTNG feat. Kontra K                                 |
| 2017 | 300 Grad Makarov Komplex                                         | Erstveröffentlichung: 3. Februar 2017 Capital Bra feat. Kontra K & Joshi Mizu             |
| 2017 | Bankster A.S.S.N.                                                | Erstveröffentlichung: 5. Mai 2017 AK Ausserkontrolle feat. Kontra K & Fux Ausserkontrolle |
| 2017 | 3 Fach Moshulu                                                   | Erstveröffentlichung: 30. Juni 2017 Crackaveli & Emok feat. Kontra K, Osama & Finesse     |
| 2017 | Niemals Anthrazit                                                | Erstveröffentlichung: 25. August 2017 RAF Camora feat. Kontra K                           |
| 2017 | Placebo Kaviar & Toast                                           | Erstveröffentlichung: 10. November 2017 Joshi Mizu feat. Kontra K                         |
| 2018 | Tiger Tek Tek                                                    | Erstveröffentlichung: 23. März 2018 Diloman feat. Kontra K                                |
| 2018 | Zuviel Hitze Falco – Sterben um zu leben                         | Erstveröffentlichung: 25. Mai 2018 Falco feat. Kontra K                                   |
| 2018 | Alles echt Verboten                                              | Erstveröffentlichung: 31. August 2018 Twin feat. Kontra K & Jonesmann                     |
| 2018 | In Cold Blood Reduxer                                            | Erstveröffentlichung: 28. September 2018 alt-J feat. Kontra K                             |
| 2018 | Krimineller Palmen aus Plastik 2                                 | Erstveröffentlichung: 5. Oktober 2018 Bonez MC & RAF Camora feat. Kontra K                |
| 2018 | Game XY                                                          | Erstveröffentlichung: 9. November 2018 AK Ausserkontrolle feat. Kontra K                  |
| 2019 | In der Nacht Hasso                                               | Erstveröffentlichung: 19. April 2019 KC Rebell feat. RAF Camora & Kontra K                |
| 2019 | Welt Hin und weg                                                 | Erstveröffentlichung: 19. Juli 2019 Xavier Naidoo feat. Kontra K                          |
| 2019 | Monster Wave                                                     | Erstveröffentlichung: 9. August 2019 Ufo361 feat. Kontra K                                |
| 2019 | Was dann Ching Ching                                             | Erstveröffentlichung: 13. September 2019 Joshi Mizu feat. Kontra K                        |
| 2020 | Gewarnt Zenit RR                                                 | Erstveröffentlichung: 10. Januar 2020 RAF Camora feat. Kontra K                           |
| 2020 | Kopf rattert Links rechts                                        | Erstveröffentlichung: 14. August 2020 Rico feat. Kontra K                                 |
| 2020 | Reich oder tot A.S.S.N. 2                                        | Erstveröffentlichung: 21. August 2020 AK Ausserkontrolle feat. Kontra K                   |
| 2020 | Champions Gringoland                                             | Erstveröffentlichung: 25. September 2020 Gringo feat. Puls & Kontra K                     |
| 2021 | Psycho FML                                                       | Erstveröffentlichung: 16. April 2021 Mois & Maestro feat. Kontra K                        |
| 2021 | Schießen Hitman 2                                                | Erstveröffentlichung: 11. November 2021 Veysel feat. Kontra K                             |
| 2022 | Avantgarde 6210                                                  | Erstveröffentlichung: 14. Januar 2022 Brudi030 feat. Samra & Kontra K                     |
| 2022 | Mbappé 8                                                         | Erstveröffentlichung: 10. März 2022 Capital Bra feat. Farid Bang & Kontra K               |
| 2022 | Horizont District 13                                             | Erstveröffentlichung: 22. April 2022 Kalazh44 feat. Kontra K                              |
| 2022 | Ich will mein Problem zurück Ein gutes schlechtes Vorbild        | Erstveröffentlichung: 2. Juni 2022 SDP feat. Kontra K                                     |
| 2022 | Keine Pause Zweite Chance                                        | Erstveröffentlichung: 18. November 2022 1986zig feat. Kontra K                            |
| 2023 | Dieses eine Mal Blackout                                         | Erstveröffentlichung: 30. März 2023 AK Ausserkontrolle feat. Kontra K & Sido              |
| 2023 | Rosenwasser Galgen                                               | Erstveröffentlichung: 15. Juni 2023 KC Rebell feat. Kontra K                              |
| 2023 | Wenn du mich vergisst Supervision                                | Erstveröffentlichung: 20. Oktober 2023 Mark Forster feat. Kontra K                        |
| 2024 | Sekundentakt Pass auf mein Herz auf                              | Erstveröffentlichung: 10. Oktober 2024 Montez feat. Kontra K                              |
| 2025 | Kill Full Clip, Vol. 2                                           | Erstveröffentlichung: 3. Juli 2025 Veysel feat. Kontra K                                  |

| Jahr | Titel Album                                                                        | Anmerkungen |
| ---- | ---------------------------------------------------------------------------------- | --- |
| 2012 | 10 Gute Gründe Depeka Records Präsentiert: Mach keine chromen Dinga                | Erstveröffentlichung: 2. November 2012                                                                                      |
| 2012 | Jeder von euch weiss Bescheid Depeka Records Präsentiert: Mach keine chromen Dinga | Erstveröffentlichung: 2. November 2012 mit Skinny Al, Aslan, Fatal, Schlafwandler, Schmaler Schatten, O.G.P., Sicc & Jayson |
| 2012 | Mach keine chromen Dinga Depeka Records Präsentiert: Mach keine chromen Dinga      | Erstveröffentlichung: 2. November 2012 mit Skinny Al, Aslan & Fatal                                                         |
| 2012 | Was Party Depeka Records Präsentiert: Mach keine chromen Dinga                     | Erstveröffentlichung: 2. November 2012 mit Skinny Al, Fatal & Vork                                                          |
| 2012 | Leben ist Vollkontakt Weihnachten im Untergrund 2                                  | Erstveröffentlichung: 21. Dezember 2012                                                                                     |
| 2013 | W.I.R. Juice Vol. 118                                                              | Erstveröffentlichung: September 2013                                                                                        |
| 2014 | Kino Juice Vol. 123                                                                | Erstveröffentlichung: April 2014                                                                                            |
| 2015 | So fremd Der Sampler 3                                                             | Erstveröffentlichung: 30. Januar 2015 mit Bonez MC                                                                          |
| 2015 | Unter uns Der Sampler 3                                                            | Erstveröffentlichung: 30. Januar 2015 mit Bonez MC                                                                          |
| 2016 | Diemak Juice Vol. 133                                                              | Erstveröffentlichung: 21. April 2016 feat. Bonez MC & Gzuz                                                                  |
| 2020 | Himmel grau Nonstop                                                                | Erstveröffentlichung: 28. Februar 2020 mit The Cratez & Luciano                                                             |

### Videoalben
| Jahr | Titel Musiklabel                      | Anmerkungen                                                                            |
| ---- | ------------------------------------- | -------------------------------------------------------------------------------------- |
| 2022 | Der Chaos-Dirigent Letzte Wölfe (UMG) | Erstveröffentlichung: 26. August 2022 Teil von Für den Himmel durch die Hölle (Boxset) |

## Statistik

### Chartauswertung
Zu berücksichtigen ist, dass sich die EP Wölfe in den Singlecharts platzierte.
|                     | DE     | AT    | CH    |
| ------------------- | ------ | ----- | ----- |
| Nummer-eins-Alben   | DE8DE  | AT3AT | CH—CH |
| Top-10-Alben        | DE10DE | AT8AT | CH8CH |
| Alben in den Charts | DE10DE | AT9AT | CH9CH |

|                       | DE     | AT     | CH     |
| --------------------- | ------ | ------ | ------ |
| Nummer-eins-Singles   | DE2DE  | AT—AT  | CH—CH  |
| Top-10-Singles        | DE20DE | AT8AT  | CH1CH  |
| Singles in den Charts | DE81DE | AT45AT | CH32CH |

### Auszeichnungen für Musikverkäufe
| Goldene Schallplatte - Deutschland - 2020: für das Lied Adrenalin - 2020: für das Lied Wölfe |

Anmerkung: Auszeichnungen in Ländern aus den Charttabellen bzw. Chartboxen sind in ebendiesen zu finden.
| Land/RegionAuszeichnungen für Musikverkäufe (Land/Region, Auszeichnungen, Verkäufe, Quellen) | Gold       | Platin     | Verkäufe  | Quellen           |
| -------------------------------------------------------------------------------------------- | ---------- | ---------- | --------- | ----------------- |
| Deutschland (BVMI)                                                                           | 24× Gold24 | 5× Platin5 | 6.075.000 | musikindustrie.de |
| Insgesamt                                                                                    | 24× Gold24 | 5× Platin5 |           |                   |